# Gnophos kuldjana
Gnophos kuldjana là một loài bướm đêm trong họ Geometridae.